# Jordan Fisher
Jordan William Fisher (Trussville, 24 aprile 1994) è un attore, cantante e ballerino statunitense.
Ha partecipato alla serie TV Liv & Maddie nel ruolo di Holden. Ha interpretato Seacat in Teen Beach Movie e Teen Beach 2. Ha fatto una comparsa nella serie televisiva Teen Wolf nel ruolo di Noah, una Chimera. Dopo gli esordi televisivi ha debuttato a teatro nel 2016 ed al cinema nel 2020. Nel 2015 ha firmato un contratto con la Hollywood Records ed ha iniziato a portare avanti una carriera musicale parallela a quella di attore.

## Biografia
I suoi genitori sono Rodney e Pat Fisher. Ha un fratello più piccolo, Cory (nato il 6 marzo 2001) e una sorella minore, Trinity (nata il 29 luglio 2003). Jordan si trasferisce poi a Los Angeles con la sua famiglia per iniziare la sua carriera di attore.
È sposato con Ellie Woods dal 2020 e la coppia ha avuto un figlio.

## Carriera

### Recitazione
Ha iniziato la sua carriera come guest star in iCarly e The Hustler nel 2009. Ha poi avuto un ruolo ricorrente nel 2012 nella serie televisiva statunitense La vita segreta di una teenager americana, dove interpreta Jacob, il fratellastro di Grace. Nel 2013 ha recitato nel film originale di Disney Channel Teen Beach Movie, dove interpreta il ruolo di Seatcat. Nel 2014 interpreta Dylan nella serie I Thunderman. Si riprende il suo ruolo di Seatcat in Teen Beach 2. Tra 2015 e 2016 appare in due episodi della nota serie TV Teen Wolf.
Appare in alcuni episodi di Liv e Maddie, interpretando Holden, il vicino di casa dei Rooney. Ha interpretato il ruolo di Doody in Grease:Live!, prodotto da Fox e andato in onda il 31 gennaio 2016. Per l'occasione ha recitato al fianco di attori come Aaron Tveit, Vanessa Hudgens e Keke Palmer, cantando da solista il brano "Those Magic Changes", oltre al resto della colonna sonora insieme al cast. Appare inoltre in un episodio della serie TV Bones.
Nel 2016 debutta a Broadway nel musical Hamilton. Nel 2018 partecipa alla serie She-Ra e le principesse guerriere, mentre nel 2019 partecipa al musical televisivo Rent: Live. Nel 2020 partecipa invece a due film: P. S. Ti amo ancora e Work It, quest'ultimo in esclusiva Netflix. Sempre nel 2020 fa la sua seconda apparizione a teatro nel musical Dear Evan Hansen.
Nel 2022 esce su Netflix in esclusiva Hello, Goodbye and Everything in between dove recita da co-protagonista accanto a Talia Ryder. Nel 2023 ha recitato a Broadway in Sweeney Todd: The Demon Barber of Fleet Street e Hadestown.

### Musica
Oltre a cantare, Fisher suona sei strumenti: pianoforte, chitarra, basso, armonica, corno, batteria. Nel 2013 ha pubblicato il singolo By Your Side. Nello stesso anno ha rilasciato altriquattro singoli: Never Dance Alone, What I Got, This Christmas e The Christmas Song. Pubblica i video su YouTube dove appare con Sabrina Carpenter, McClain, Austin North, Luke Benward e Sweet Suspense. Fa anche parte del Disney Channel Circle of Stars. Dopo queste esperienze, nel 2015 firma un contratto con la Hollywood Records. Segue una cover di Do You Want To Build A Snowman? da Frozen e alcuni brani inclusi nella colonna sonora di Liv e Maddie. Lo stesso avviene per Teen Beach 2.
Nel 2016 pubblica il singolo All About Us, ottenendo un buon successo radiofonico (nella settimana del debutto è stata la seconda canzone più aggiunta alle radio pop). Segue la pubblicazione di un EP eponimo, influenzato dalla musica anni '80 e di genere pop, soul e R&B. Nello stesso periodo pubblica una collaborazione con Olivia Hold ed apre un concerto di Alicia Keys. Sempre nel 2016 pubblica il singolo natalizio The Christmas Song e partecipa alla colonna sonora del film Disney Oceania.
Nel 2017 Fisher pubblica altri singoli: Always Summer, Happily Ever After, Mess e il brano natalizio Come December. Nel 2018 reinterpreta il classico You've Got A Friend In Me per il film d'animazione Disney/Pixar Toy Story 4. Questo brano si rivelerà successivamente la sua ultima pubblicazione via Hollywood Records: a partire dal singolo del 2019 Be Okay, Fisher pubblica musica come artista indipendente. Dopo Be Okay, Fisher pubblica i singoli All I Want For Christmas Is Love nel 2019 e Contact.

### Televisione
Oltre all'attività di attore, Jordan Fisher è apparso in TV anche come concorrente del talent show Dancing With The Stars, vincendo la 25ª edizione dello show. Nel 2018 ritorna a far parte del franchise in qualità di conduttore dello spin off Dancing With The Stars: Juniors. Nel 2020 l'artista ha partecipato allo speciale televisivo della Disney Disney Family Singalong.

## Filmografia
- ICarly (iCarly) – serie TV, episodio 3x03 (2009)
- La vita segreta di una teenager americana (The Secret Life of the American Teenager) – serie TV, 9 episodi (2012)
- Teen Beach Movie, regia di Jeffrey Hornaday – film TV (2013)
- I Thunderman (The Thundermans) – serie TV, episodio 2x02 (2014)
- Teen Beach 2, regia di Jeffrey Hornaday – film TV (2015)
- Teen Wolf – serie TV, episodi 5x10–5x11 (2015–2016)
- Liv e Maddie (Liv and Maddie) – serie TV, 11 episodi (2015–2017)
- Bones – serie TV, episodio 11x16 (2016)
- Grease: Live, regia di Thomas Kail – film TV (2016)
- She-Ra e le principesse guerriere (She-Ra and the Princesses of Power) – serie TV, 6 episodi (2018)
- Rent: Live, regia di Michael Greif – film TV (2019)
- P. S. Ti amo ancora (To All the Boys: P.S. I Still Love You), regia di Michael Fimognari (2020)
- Work It, regia di Laura Terruso (2020)
- The Flash – Serie TV (2021)
- High School Musical: The Musical: La serie episodio 2x12 (2021)
- Da ciao ad addio (Hello, goodbye and everithing in beteween), regia di Michael Lewen (2022)

## Teatro
- Hamilton, libretto e colonna sonora di Lin-Manuel Miranda, regia di Thomas Kail. Richard Rodgers Theatre di Broadway (2016-2017)
- Dear Evan Hansen, libretto di Steven Levenson, colonna sonora di Pasek & Paul, regia di Michael Greif. Music Box Theatre di Broadway (2020)
- Sweeney Todd: The Demon Barber of Fleet Street, libretto di Hugh Wheeler, colonna sonora di Stephen Sondheim, regia di Thomas Kail. Lunt-Fontanne Theatre di Broadway (2023)
- Hadestown, libretto e colonna sonora di Anaïs Mitchell, regia di Rachel Chavkin. Walter Kerr Theatre di Broadway (2023)

## Discografia

### EP
- 2016 – Jordan Fisher

### Singoli
- 2013 - Never Dance Alone
- 2013 - What I Got
- 2013 - This Christmas
- 2013 - The Christmas Song
- 2016 - All About Us
- 2016 - The Christmas Song
- 2017 - Always Summer
- 2017 - Happily Ever After
- 2017 - Mess
- 2017 - Come December
- 2019 - Be Okay
- 2019 - All I Want For Christmas Is Love
- 2020 - Contact

## Doppiatori italiani
Nelle versioni in italiano delle opere in cui ha recitato, Jordan Fisher è stato doppiato da:
- Ezzedine Ben Nekissa in Work It, Da ciao ad addio
- Manuel Meli in Liv e Maddie
- Lorenzo Crisci in The Flash

Da doppiatore è stato sostituito da:
- Federico Viola in Fallout 4